# ジェフリー・マルテ
ジェフリー・レオナル・マルテ・ポーリーノ（Jefry Leonal Marté Paulino, 1991年6月21日 - ）は、ドミニカ共和国ラ・ロマーナ州ラ・ロマーナ出身のプロ野球選手（内野手、外野手）。右投右打。北米独立リーグ・アメリカン・アソシエーションのミルウォーキー・ミルクメン所属。愛称はエル・ブレイ（El Bley）。

## 経歴

### プロ入りとメッツ傘下時代
2007年にニューヨーク・メッツと契約してプロ入り。
2008年に傘下のルーキー級ガルフ・コーストリーグ・メッツでプロデビュー。44試合に出場して打率.325、4本塁打、24打点、2盗塁を記録した。
2009年はA級サバンナ・サンドナッツでプレーし、123試合に出場して打率.233、6本塁打、41打点、5盗塁を記録した。
2010年もA級サバンナでプレーし、82試合に出場して打率.264、6本塁打、44打点、4盗塁を記録した。
2011年はA+級セントルーシー・メッツでプレーし、131試合に出場して打率.248、7本塁打、55打点、14盗塁を記録した。オフにはアリゾナ・フォールリーグに参加し、ピオリア・ハベリーナズに所属した。
2012年はAA級ビンガムトン・メッツでプレーし、129試合に出場して打率.251、9本塁打、58打点、9盗塁を記録した。

### アスレチックス傘下時代
2012年12月18日にコリン・カウギルとのトレードで、オークランド・アスレチックスへ移籍した。
2013年は傘下のルーキー級アリゾナリーグ・アスレチックスとAA級ミッドランド・ロックハウンズでプレーし、2球団合計で71試合に出場して打率.272、2本塁打、28打点、8盗塁を記録した。
2014年はAA級ミッドランドでプレーし、107試合に出場して打率.259、10本塁打、53打点、9盗塁を記録した。

### タイガース時代

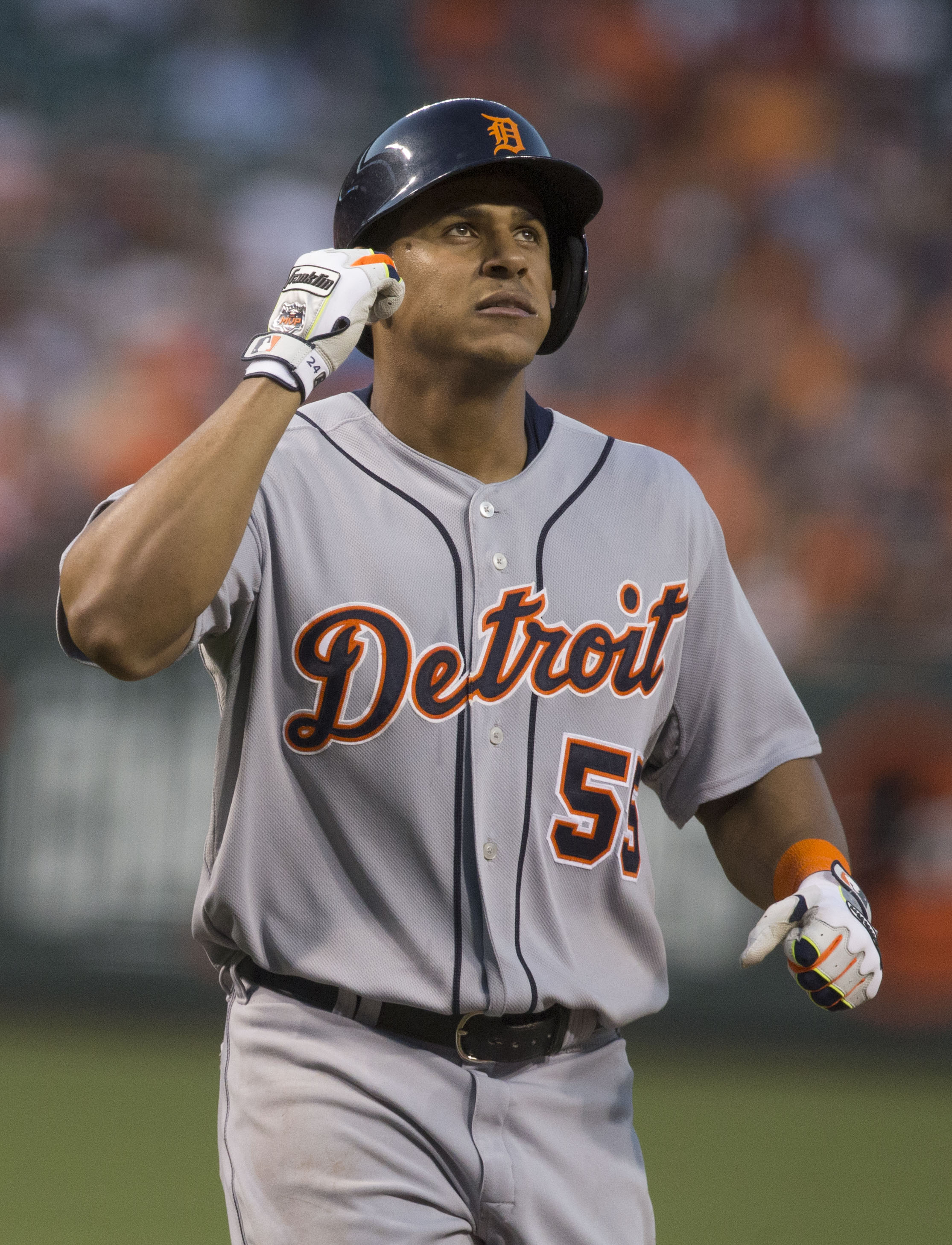
デトロイト・タイガース時代
(2015年7月31日)

2014年11月22日にデトロイト・タイガースとマイナー契約を結んだ。
2015年は傘下のAAA級トレド・マッドヘンズで開幕を迎え、7月4日にメジャー契約を結んでアクティブ・ロースター入りし、翌5日のトロント・ブルージェイズ戦でメジャーデビュー。この年メジャーでは33試合に出場して打率.213、4本塁打、11打点を記録した。

### エンゼルス時代

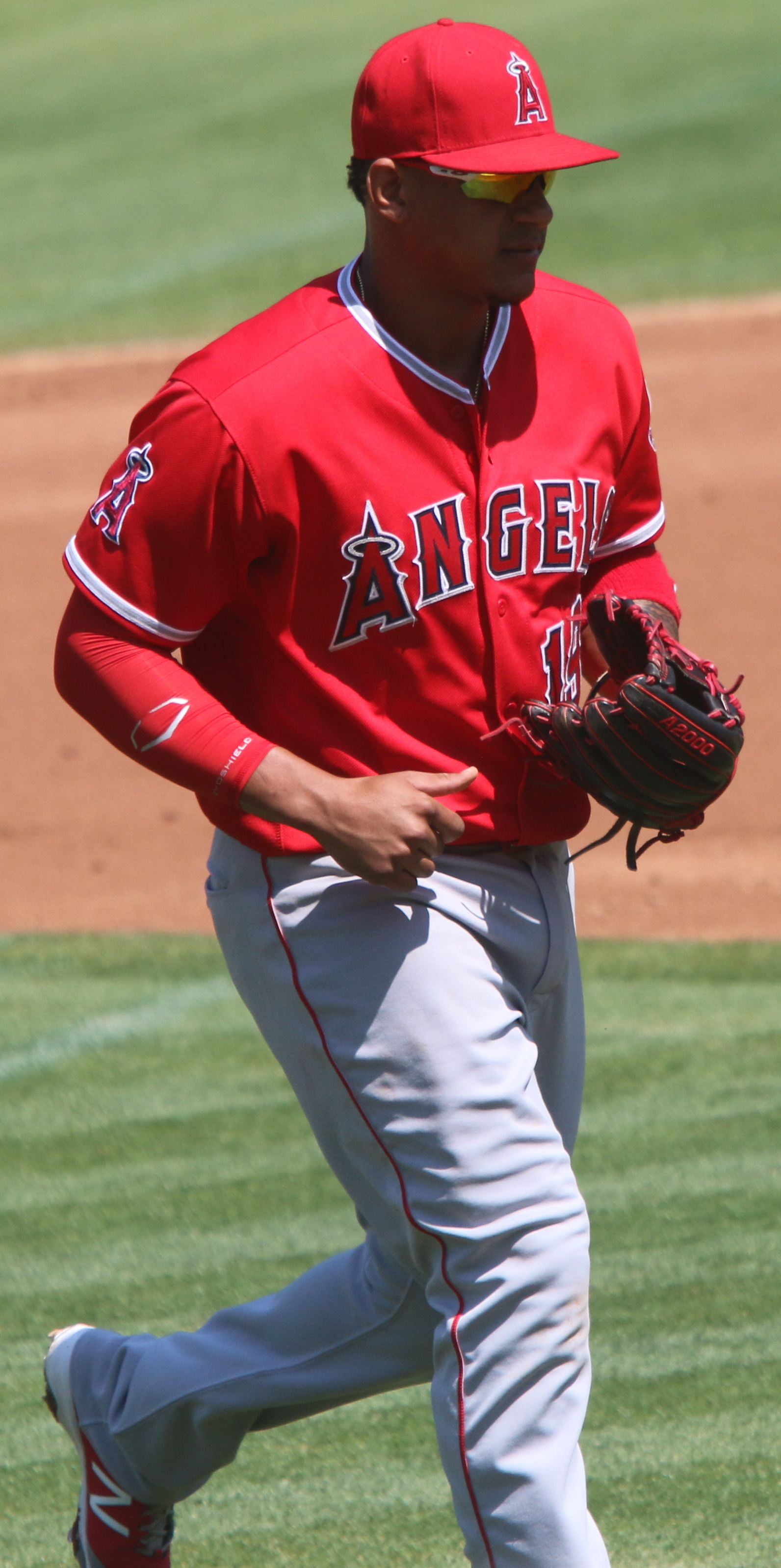
ロサンゼルス・エンゼルス時代
(2016年9月7日)

2016年1月27日にコディ・イーブスとのトレードで、ロサンゼルス・エンゼルスへ移籍した。開幕は傘下のAAA級ソルトレイク・ビーズで迎えたが、5月31日にシーズン2度目の昇格を果たしてからはそのままメジャーに定着。メジャーでは88試合に出場して打率.252、15本塁打、44打点、2盗塁を記録した。
2017年は、初めてメジャーで開幕を迎えたが打撃不振で6月にマイナー降格。9月にメジャー出場枠が拡張されても昇格することはなく、45試合の出場に留まった上、打率.173、4本塁打、14打点と振るわなかった。
2018年、左手首故障の影響で途中離脱しながらも、アルバート・プホルス、大谷翔平らとの併用策により自己最多の90試合に出場し、209打席で打率.201・7本塁打・22打点の成績を残した。オフに40人枠から外れたが、マイナー降格を拒否したためFAとなった。

### 阪神時代
2018年12月28日、NPBの阪神タイガースと1年契約で合意したことが発表された。背番号は31。
2019年はオープン戦期間中の3月中旬に右脹脛の張りを訴えたため、4月下旬まで二軍で調整した。4月29日の対中日ドラゴンズ戦（ナゴヤドーム）で、「6番・一塁手」としてスタメンで一軍公式戦にデビュー。5月1日の対広島東洋カープ戦（阪神甲子園球場）で、NPB初本塁打を記録した。当日は平成から令和への改元初日でもあったため、この本塁打は、阪神の選手による令和時代初めての本塁打でもあった。7月15日の同カードで二塁へのスライディングによって左膝を痛めたため、翌日から4試合を欠場したが、レギュラーシーズンの中盤までは主に打線の5番や6番を任されていた。しかし、開幕から4番打者に抜擢されていた大山悠輔が不振に陥ったことから、8月10日の対広島東洋カープ戦（京セラドーム大阪）で大山に代わって4番に起用。阪神の公式戦では歴代104代目の4番打者で、9月25日の対読売ジャイアンツ（巨人）戦（阪神甲子園球場）まで35試合にわたって務めた。この試合の最中に左足の張りを訴えて交代すると、レギュラーシーズンの残り試合を欠場したものの、チームがシーズン3位から進出したクライマックスシリーズ（CS）では4試合に出場した。レギュラーシーズンでは、セントラル・リーグの最終規定打席に届かなかったものの、一軍公式戦105試合の出場で打率.284、12本塁打、49打点、出塁率.381を記録。大山が正三塁手に定着していたことを背景に、守備に就いた103試合では、すべて一塁手として起用された。CS終了後の12月10日に、1年契約でチームに残留することが球団から発表。
2020年は内野手のジャスティン・ボーアと外野手のジェリー・サンズが新たに入団したことから、自身を含めた「MBS砲」（英語における自身と2人の名前の頭文字を取った俗称）でチームの長打力向上に寄与することが期待されていた。ただし、ボーアの守備位置が一塁に限られることから、自身は本職の三塁にコンバート。春季キャンプから、大山との間で正三塁手争いを繰り広げた。6月19日に巨人とのレギュラーシーズン開幕戦（東京ドーム）で「3番・三塁手」としてスタメンに起用されると、ベンチスタートの大山の前で猛打賞を記録。さらに、開幕から2試合で4番打者を務めたボーアがノーヒットに終わったことを受けて、3戦目から4番打者に復帰した。6月27日の対横浜DeNAベイスターズ戦（横浜スタジアム）では、開幕を二軍で迎えたサンズが一軍へ合流したことを背景に、「MBS砲」のスタメン同時起用が公式戦で初めて実現。5番・ボーア、6番・サンズと共に、安打と打点を記録した。阪神で3人の外国人野手が一軍公式戦へ同時にスタメンで出場したことは史上2例目だが、出場した3人が安打と打点を揃って記録したことは、この試合が初めてである。以降の試合にも4番打者として出場を続けていたが、7月4日の対広島戦（マツダスタジアム）で左脹脛の張りが再発したため、翌5日の同カードから4番の座を大山に明け渡した。結局、左脹脛の治療を優先すべく、同月11日付で出場選手登録を抹消。抹消後の8月8日にウエスタン・リーグの対広島戦で実戦に復帰したものの、試合中に左脹脛を再び痛めた。9月18日に同リーグ公式戦への出場を再開したものの、自身に代わって「4番・三塁手」へ定着した大山の好調もあって、一軍への復帰はシーズン終盤にまで持ち越された。外国人枠などとの兼ね合いで10月21日からボーアに代わって一軍に復帰すると、「3番・三塁手」としてスタメンに起用された同日の対広島戦（甲子園）1回裏の第1打席で、一軍公式戦としては3か月ぶりの本塁打を記録。「3番・一塁手」として起用された同月23日の対巨人戦（東京ドーム）でも、4回表の第2打席で本塁打を打った。しかし、2回裏の守備で1イニング3失策（一塁手としてのセントラル・リーグ最多およびNPB公式戦史上3人目の記録）を喫すると、5回裏の守備でも1失策を犯したことによって1試合4失策（一塁手としてのNPB公式戦最多記録）に至った。シーズン終了後、球団から推定年俸6830万円の1年契約で残留することが発表された。
2021年はボーアの退団に伴い再び一塁手にコンバートされた。「3番・一塁手」としてレギュラーシーズン開幕戦（明治神宮野球場）のスタメンに名を連ね、開幕3試合目に1号本塁打を放った。その後は月を追うごとに調子を上げ、7月2日の対広島戦（マツダ）では今シーズン初めて「4番・一塁手」として起用された。オールスターゲームではファン投票により一塁手部門で選出。代打出場した2戦目では宋家豪から一時同点となるタイムリーヒットを放ち、敢闘選手賞を獲得した。オールスターゲーム終了後は東京オリンピック期間のシーズン中断を受け一時帰国した。オリンピック終了後の7月25日に再来日するも、調整不足と判断され後半戦開幕時の一軍登録は見送られた。その後、8月31日にラウル・アルカンタラと入れ替わる形で一軍に再昇格。10月1日には自身初となる20号本塁打を放つも、10日第5打席から18日第1打席にかけてNPB移籍後ワーストとなる21打席連続無安打を喫するなどシーズン後半は不振を極めた。シーズン通算では、前年の成績を大きく上回る打率.258、22本塁打、71打点を記録。その後、自身初となるベストナインを一塁手部門で受賞した。シーズン終了後、球団から推定年俸1億9300万円の1年契約で残留することが発表された。
2022年は4月3日、5月26日にそれぞれ右足コンディショニング不良により出場登録抹消。その後は治療、リハビリに専念し、7月13日の巨人戦（甲子園）で「5番・一塁手」として49日ぶりにスタメン復帰したものの、全力で走ることが不可能な状態であり、2本の適時打を放ったが5回の守備からベンチに退いた。翌日に再び登録抹消された。オフの12月2日に自由契約公示された。

### メキシカンリーグ時代
2023年4月3日にリーガ・メヒカーナ・デ・ベイスボル（メキシカンリーグ）のドゥランゴ・ジェネラルズと契約した。53試合に出場して打率.339、出塁率.454、長打率.505で6本塁打、32打点を記録した。また10月23日に行われたベースボール・ユナイテッドの新設ドラフトでカラチ・モナークスから3巡目（全体20位）で指名を受けた。
2024年4月22日にメキシカンリーグのプエブラ・パロッツと契約を結んだ。12試合に出場し、打率.195、出塁率.353、長打率.439で3本塁打、7打点を記録したが、5月13日に放出された。6月15日には同リーグのレオン・ブラボーズと契約を結んだ。11試合に出場して打率.205、出塁率.354、長打率.462で3本塁打、7打点を記録したが、7月1日に放出された。

### 北米独立リーグ時代
2025年1月16日に北米独立リーグであるアメリカン・アソシエーションのミルウォーキー・ミルクメンと契約を結んだ。

## 選手としての特徴・人物
打球の多くが中堅から左翼方向へ飛ぶ右打のプルヒッター。特に、MLB通算で記録した30本の本塁打の内、中堅より右翼方向への本塁打はわずか1本のみである。
打球速度が114.2マイル（184km/h）と速いのが特徴で、エンゼルスでは主力打者であるマイク・トラウト、ジャスティン・アップトンに次ぐ速さだった。また、打率が2割前半とミート力に欠けるが、チャンスには強く、首脳陣からの信頼は高い。そのため、エンゼルスでは4番打者に起用されたこともある。
守備では一塁手、三塁手の他、左翼手の経験を持つ。55mを6.8秒で走る走力も持ち合わせていることから、走塁には自信があると語っている。
本塁打を打ったあとのベンチ前パフォーマンスとして、左手を天に掲げて弓を引くポーズを行っている。ドミニカのコメディアンを真似て来日1年目から行っており、3年目となる2021年には自ら「ラパンパラ」と命名、メディアでもその名称で扱われた。

## 詳細情報

### 年度別打撃成績
| 年 度    | 球 団    | 試 合 | 打 席 | 打 数 | 得 点 | 安 打 | 二 塁 打 | 三 塁 打 | 本 塁 打 | 塁 打 | 打 点 | 盗 塁 | 盗 塁 死 | 犠 打 | 犠 飛 | 四 球 | 敬 遠 | 死 球 | 三 振 | 併 殺 打 | 打 率 | 出 塁 率 | 長 打 率 | O P S |
| -------- | -------- | ----- | ----- | ----- | ----- | ----- | -------- | -------- | -------- | ----- | ----- | ----- | -------- | ----- | ----- | ----- | ----- | ----- | ----- | -------- | ----- | -------- | -------- | ----- |
| 2015     | DET      | 33    | 90    | 80    | 9     | 17    | 4        | 0        | 4        | 33    | 15    | 0     | 0        | 2     | 0     | 8     | 0     | 0     | 22    | 2        | .213  | .284     | .413     | .697  |
| 2016     | LAA      | 88    | 284   | 258   | 38    | 65    | 14       | 0        | 15       | 124   | 44    | 2     | 2        | 0     | 3     | 18    | 0     | 5     | 59    | 8        | .252  | .310     | .481     | .790  |
| 2017     | LAA      | 45    | 145   | 127   | 10    | 22    | 5        | 0        | 4        | 39    | 14    | 1     | 0        | 0     | 1     | 13    | 0     | 4     | 34    | 2        | .173  | .269     | .307     | .576  |
| 2018     | LAA      | 90    | 209   | 194   | 28    | 42    | 7        | 1        | 7        | 72    | 22    | 1     | 1        | 0     | 0     | 13    | 0     | 2     | 41    | 6        | .216  | .273     | .371     | .644  |
| 2019     | 阪神     | 105   | 412   | 349   | 36    | 99    | 20       | 0        | 12       | 155   | 49    | 0     | 2        | 0     | 5     | 51    | 2     | 7     | 73    | 14       | .284  | .381     | .444     | .825  |
| 2020     | 阪神     | 29    | 119   | 103   | 9     | 26    | 6        | 1        | 4        | 46    | 14    | 1     | 0        | 0     | 2     | 14    | 0     | 0     | 14    | 6        | .252  | .336     | .447     | .783  |
| 2021     | 阪神     | 128   | 526   | 446   | 55    | 115   | 18       | 1        | 22       | 201   | 71    | 0     | 0        | 0     | 2     | 74    | 3     | 4     | 72    | 16       | .258  | .367     | .451     | .818  |
| 2022     | 阪神     | 33    | 102   | 90    | 8     | 23    | 1        | 0        | 1        | 27    | 11    | 0     | 0        | 0     | 2     | 8     | 0     | 2     | 19    | 1        | .256  | .324     | .300     | .624  |
| MLB：4年 | MLB：4年 | 256   | 728   | 659   | 85    | 146   | 30       | 1        | 30       | 268   | 91    | 4     | 3        | 2     | 4     | 52    | 0     | 11    | 156   | 18       | .222  | .288     | .407     | .695  |
| NPB：4年 | NPB：4年 | 295   | 1159  | 988   | 108   | 263   | 45       | 2        | 39       | 429   | 145   | 1     | 2        | 0     | 11    | 147   | 5     | 13    | 178   | 37       | .266  | .365     | .434     | .799  |

- 2022年度シーズン終了時

### 年度別守備成績
| 年 度 | 球 団 | 一塁（1B） | 一塁（1B） | 一塁（1B） | 一塁（1B） | 一塁（1B） | 一塁（1B） | 三塁（3B） | 三塁（3B） | 三塁（3B） | 三塁（3B） | 三塁（3B） | 三塁（3B） | 左翼（LF） | 左翼（LF） | 左翼（LF） | 左翼（LF） | 左翼（LF） | 左翼（LF） |
| 年 度 | 球 団 | 試 合      | 刺 殺      | 補 殺      | 失 策      | 併 殺      | 守 備 率   | 試 合      | 刺 殺      | 補 殺      | 失 策      | 併 殺      | 守 備 率   | 試 合      | 刺 殺      | 補 殺      | 失 策      | 併 殺      | 守 備 率   |
| ----- | ----- | ---------- | ---------- | ---------- | ---------- | ---------- | ---------- | ---------- | ---------- | ---------- | ---------- | ---------- | ---------- | ---------- | ---------- | ---------- | ---------- | ---------- | ---------- |
| 2015  | DET   | 22         | 106        | 11         | 3          | 9          | .975       | 7          | 2          | 15         | 1          | 3          | .944       | -          | -          | -          | -          | -          | -          |
| 2016  | LAA   | 29         | 169        | 14         | 2          | 18         | .989       | 22         | 10         | 34         | 2          | 2          | .957       | 27         | 39         | 2          | 1          | 0          | .976       |
| 2017  | LAA   | 28         | 172        | 12         | 2          | 21         | .989       | 10         | 3          | 16         | 0          | 1          | 1.000      | 3          | 3          | 0          | 0          | 0          | 1.000      |
| 2018  | LAA   | 71         | 335        | 33         | 3          | 35         | .992       | 10         | 5          | 8          | 1          | 1          | .929       | 2          | 1          | 0          | 0          | 0          | 1.000      |
| 2019  | 阪神  | 103        | 893        | 62         | 7          | 78         | .993       | -          | -          | -          | -          | -          | -          | -          | -          | -          | -          | -          | -          |
| 2020  | 阪神  | 17         | 135        | 4          | 7          | 14         | .952       | 14         | 11         | 22         | 1          | 1          | .971       | -          | -          | -          | -          | -          | -          |
| 2021  | 阪神  | 124        | 984        | 77         | 8          | 68         | .993       | 1          | 0          | 1          | 0          | 0          | 1.000      | -          | -          | -          | -          | -          | -          |
| MLB   | MLB   | 150        | 782        | 70         | 10         | 83         | .988       | 49         | 20         | 73         | 4          | 7          | .959       | 32         | 43         | 2          | 1          | 0          | .978       |
| NPB   | NPB   | 244        | 2012       | 143        | 22         | 160        | .990       | 15         | 11         | 23         | 1          | 1          | .971       | -          | -          | -          | -          | -          | -          |

- 2021年度シーズン終了時
- 各年度の太字はリーグ最高

### 表彰

#### NPB
- ベストナイン：1回（一塁手部門：2021年）
- オールスターゲーム敢闘選手賞：1回（2021年第2戦）

### 記録

#### MLB
初記録
- 初出場・初打席：2015年7月5日、対トロント・ブルージェイズ戦（コメリカ・パーク）、8回裏にアレックス・アビラの代打で出場、アーロン・ループから空三振
- 初先発出場：2015年7月8日、対シアトル・マリナーズ戦（セーフコ・フィールド）、7番・一塁手として先発出場
- 初安打・初打点：同上、2回表にJ.A.ハップから左線適時二塁打
- 初本塁打：同上、4回裏にJ.A.ハップから左越ソロ

#### MiLB
- オールスター・フューチャーズゲーム選出：1回（2011年）

#### NPB
初記録
- 初出場・初先発出場：2019年4月29日、対中日ドラゴンズ6回戦（ナゴヤドーム）、6番・一塁手として先発出場
- 初打席：同上、2回表に阿知羅拓馬から遊フライ
- 初安打：同上、9回表に小熊凌祐から左前安打
- 初本塁打・初打点：2019年5月1日、対広島東洋カープ5回戦（阪神甲子園球場）、6回裏に菊池保則から左越ソロ
- 初盗塁：2020年10月27日、対中日ドラゴンズ22回戦（阪神甲子園球場）、1回裏に二盗（投手：福谷浩司、捕手：木下拓哉）

その他の記録
- 1イニング3失策：2020年10月23日、対読売ジャイアンツ21回戦（東京ドーム）、2回裏に記録 ※一塁手のリーグワースト記録、プロ野球史上3度目
- 1試合4失策：同上、2回裏と5回裏に記録 ※一塁手のプロ野球ワースト記録
- オールスターゲーム出場：1回（2021年）

### 背番号
- 55（2015年）
- 19（2016年 - 2018年）
- 31（2019年 - 2022年）

### 登場曲
- 「Cristo Conmigo」Almighty（2019年）
- 「Soldado」Juan Luis Guerra（2019年 - 2020年、2021年 - 2022年）※2021年は4回まで
- 「La Pampara」Kiko El Crazy（2021年）※5回から